# Víctor Rivera (judoka)
Víctor Rivera (5 de noviembre de 1965) es un deportista puertorriqueño que compitió en judo. Ganó una medalla de bronce en los Juegos Panamericanos de 1987, y una medalla de bronce en el Campeonato Panamericano de Judo de 1985.

## Palmarés internacional
| Juegos Panamericanos    | Juegos Panamericanos          | Juegos Panamericanos | Juegos Panamericanos |
| Año                     | Lugar                         | Medalla              | Categoría            |
| ----------------------- | ----------------------------- | -------------------- | -------------------- |
| 1987                    | Indianápolis (Estados Unidos) | Medalla de bronce    | –65 kg               |
| Campeonato Panamericano |                               |                      |                      |
| Año                     | Lugar                         | Medalla              | Categoría            |
| 1985                    | La Habana (Cuba)              | Medalla de bronce    | –65 kg               |